# Такахасі Саіко
Такахасі Саіко (яп. 高橋 彩子; нар. 11 квітня 1976, Осака, Японія) — японська футболістка, півзахисниця, виступала в збірній Японії.

## Клубна кар'єра
Такахасі народилася 11 квітня 1976 року в префектурі Осака. Після завершення школи, у 1995 році приєдналася до «Нікко Сек'юритіс Дрім Ледіс». Тричі поспіль вигравала чемпіонат Японії (1996—1998). Незважаючи на це, у 1998 році через фінансові проблеми команду було розформовано. У 1999 році перейшла до «ОКІ Віндс». Проти й ця команда була розформована, тому в 2000 році перейшла до «Урава Рейнас» (згодом змінила назву на «Урава Редс»). У 2004 році потрапила до Найкращої 11-и Японії. Завершила футбольну кар'єру у 2009 році.

## Кар'єра в збірній
Дебютувала у національній збірній Японії у 18-річній команді, 29 березня 2005 року, в поєдинку проти Австралії. У 2005 році Саіко у футболці збірної зіграла 2 матчі.

## Досягнення
- Чемпіонат Японії
  -  Чемпіон (4): 1996, 1997, 1998, 2009

## Статистика виступів у збірній
| жіноча національна збірна Японії | жіноча національна збірна Японії | жіноча національна збірна Японії |
| Рік                              | Матчі                            | Голи                             |
| -------------------------------- | -------------------------------- | -------------------------------- |
| 2005                             | 2                                | 0                                |
| Загалом                          | 2                                | 0                                |